# 埃里克·杜海姆
埃里克·约瑟夫·杜海姆（英語：Éric Joseph Duhaime；1969年4月15日—）是加拿大一位保守派专栏作家、电台主持人和政治家，自2021年4月起担任魁北克保守党黨魁。

## 早年生活和教育
杜海姆于1969年4月15日出生于蒙特利尔，拥有蒙特利尔大学政治学学士学位和国立公共行政学院硕士学位。

## 职业
他为《蒙特利尔日报》和《国民邮报》 撰稿，同时也是一名博主。他参与了多个博客，例如Les analyzers  ，还在《魁北克日报》上运营了一个博客。他在魁北克市的FM93电台主持了《埃里克·杜海姆的回归》（Le retour d'Éric Duhaime）。他还参与过Noovo 、 Télé-Québec 、 Radio X和98,5 FM播出的公共事务节目。他在Radio X的广播评论被描述为“垃圾广播”。据称，2017年他帮助反叛媒體撰稿人Jack Posobiec翻译了埃马纽埃尔·马克龙法國總統总统竞选活动泄露的电子邮件。
他还曾在自由市场智库蒙特利尔经济研究所工作。 

## 政治生涯
杜海姆曾担任渥太华和魁北克市不同领导人的政治顾问十多年。他曾在2001年至2004年担任加拿大联盟党黨魁期间戴國衛的顾问；2003年至2008年担任魁北克民主行动党黨魁马里奥·杜蒙特的顾问；以及担任魁人政團黨魁吉尔·迪塞普的顾问。  2003年魁北克大选，他首次参加竞选代表Deux-Montagnes選區参加民主行动党选举，得票第三名。

### 魁北克保守党黨魁
2020年11月22日，杜海姆宣布将参加魁北克保守党黨魁选举，接替阿德里安·D·普利奥。他以略低于96%的得票率赢得了选举。
杜海姆在2022年魁北克大选中领导魁北克保守党，将该党的民众支持率从2018年的 1.46%提升至近13%。然而，该党在国民议会中没有赢得任何席位。

## 个人生活
杜海姆在2017年出版的《同性恋的最后和最后的同性恋》一书中公开了自己的同性恋身份。